# Jack D. Walker
Jack D. Walker (* 5. April 1922 in Girard, Kansas; † 1. September 2005 in Kansas City, Missouri) war ein US-amerikanischer Politiker. Zwischen 1987 und 1991 war er Vizegouverneur des Bundesstaates Kansas.

## Werdegang
Die Quellenlage über Jack Walker ist nicht sehr ergiebig. Er studierte Medizin an der Pittsburg State University und der University of Arizona und diente während des Zweiten Weltkrieges im U.S. Army Medical Corps. Politisch wurde er Mitglied der Republikanischen Partei. 1971 wurde er zum Bürgermeister der Stadt Overland Park gewählt. In diesem Amt wurde er fünf Mal bestätigt; damit konnte er sechs Amtszeiten absolvieren. Ebenfalls im Jahr 1971 trat er seine Professur an der Kansas University School of Medicine an. Von 1985 bis 1987 gehörte er dem Senat von Kansas an.
1986 wurde Walker an der Seite von Mike Hayden zum Vizegouverneur von Kansas gewählt. Dieses Amt bekleidete er zwischen dem 12. Januar 1987 und dem 14. Januar 1991. Dabei war er Stellvertreter des Gouverneurs. In dieser Zeit war er auch kommissarischer Leiter des Gesundheitsministeriums seines Staates. Er starb am 1. September 2005.